# Reserva de caza Moremi
La Reserva de Moremi (en inglés: Moremi Game Reserve) es una área protegida en Botsuana. Se encuentra en el lado oriental del delta del Okavango y fue llamada así en honor del jefe Moremi de la tribu batawana. Moremi fue designada como una reserva de caza , y no un parque nacional , cuando fue creado. Esta designación significaba que la población local, los basarwa o bosquimanos que vivían allí se les permitió permanecer en la reserva.
La Reserva Natural de Moremi cubre gran parte de la parte oriental del delta del Okavango y combina agua permanente con las áreas más secas, que crean algunos contrastes sorprendentes e inesperados. Algunas de las características geográficas prominentes de la Reserva son la isla de los jefes y la Lengua de Moremi. En la Reserva de Moremi uno puede experimentar excelentes vistas de sabana, así como realizar la observación de aves en las lagunas. También hay zonas densamente arboladas, que son el hogar del perro salvaje africano y el leopardo. Al noreste se encuentra el parque nacional de Chobe que hace frontera con la Reserva Natural de Moremi.